# کارول توماس
کارول توماس (انگلیسی: Carol Thomas؛ زادهٔ ۵ ژوئن ۱۹۵۵) بازیکن سابق فوتبال اهل انگلستان است که عمدتاً در پست دفاع راست بازی می‌کرد. او به خاطر ۴۳ سال حرفه باشگاهی و ۹ سال کاپیتانی تیم ملی فوتبال زنان انگلیس شناخته شده است، که در طی آن او اولین فوتبالیست بین‌المللی زن بود که به ۵۰ بازی ملی رسید.
وی در تیم‌های ملی فوتبال زنان انگلستان بازی کرده است.